# Storlobbel
Storlobbel är en sjö i Piteå kommun i Norrbotten och ingår i Åbyälvens huvudavrinningsområde. Storlobbel ligger i Åbyälven Natura 2000-område.